# Efferia intermedius
Efferia intermedius este o specie de muște din genul Efferia, familia Asilidae, descrisă de Lamas în anul 1971. Conform Catalogue of Life specia Efferia intermedius nu are subspecii cunoscute.